# Dom-Pedro-Platz
Der Dom-Pedro-Platz ist ein Platz im Münchner Stadtteil Neuhausen. Er wurde ab 1899 angelegt und in diesem Jahr nach dem ersten Kaiser von Brasilien, Dom Pedro, benannt, der in zweiter Ehe mit Amélie von Leuchtenberg, einer Enkelin des bayerischen Königs Maximilian I., verheiratet war.

## Beschreibung
Der Dom-Pedro-Platz liegt unweit westlich der Landshuter Allee in der Verlängerung der aus Osten vom Leonrodplatz kommenden Dom-Pedro-Straße, die über den Platz hinaus als Sankt-Galler-Straße zum östlichen Ende des auch als Schlosskanal bekannten Ostteils des Nymphenburger Kanals führt. Er wurde im Rahmen der Münchner Stadterweiterung durch den Architekten und Stadtplaner Theodor Fischer entsprechend dessen Staffelbauordnung konzipiert und durch namhafte Münchner Architekten bebaut.
Der verkehrstechnisch wenig bedeutende Platz gewinnt seine Bedeutung durch seine städtebauliche Funktion. „Von den im Sinn des malerischen Städtebaus konzipierten Stadtteilzentren der Jahrhundertwende das bemerkenswerteste … Als lockere Gruppierung öffentlicher Gebäude vorwiegend sozialen Charakters in historisierendem Stil und in Verbindung mit Begrünung eine typisch münchnerische Lösung.“ Der Platz ist als Ensemble geschützt (E-1-62-000-9).

## Geschichte
Die stadtplanerische Gestaltung Neuhausens hing vom weiteren Schicksal des in der Trasse der heutigen Landshuter Allee verlaufenden Bahngleises (ehemaliger Verlauf der Bahnstrecke München–Regensburg) ab. Der als neues Zentrum Neuhausens angelegte Platz wurde bewusst dem Schloss Nymphenburg gegenübergestellt und durch den Stil des Neobarock bestimmt. Die Bauten (Altersheim und Schule) von Hans Grässel, ebenso das zum Nymphenburger Kanal überleitende, westlich gelegene Münchner Waisenhaus (alle zwischen 1896 und 1907) und die evangelische Christuskirche (von Heilmann & Littmann) am begrünten Platz setzen, vor allem durch ihre Turmbauten, Akzente.

## Einzelne Bauten

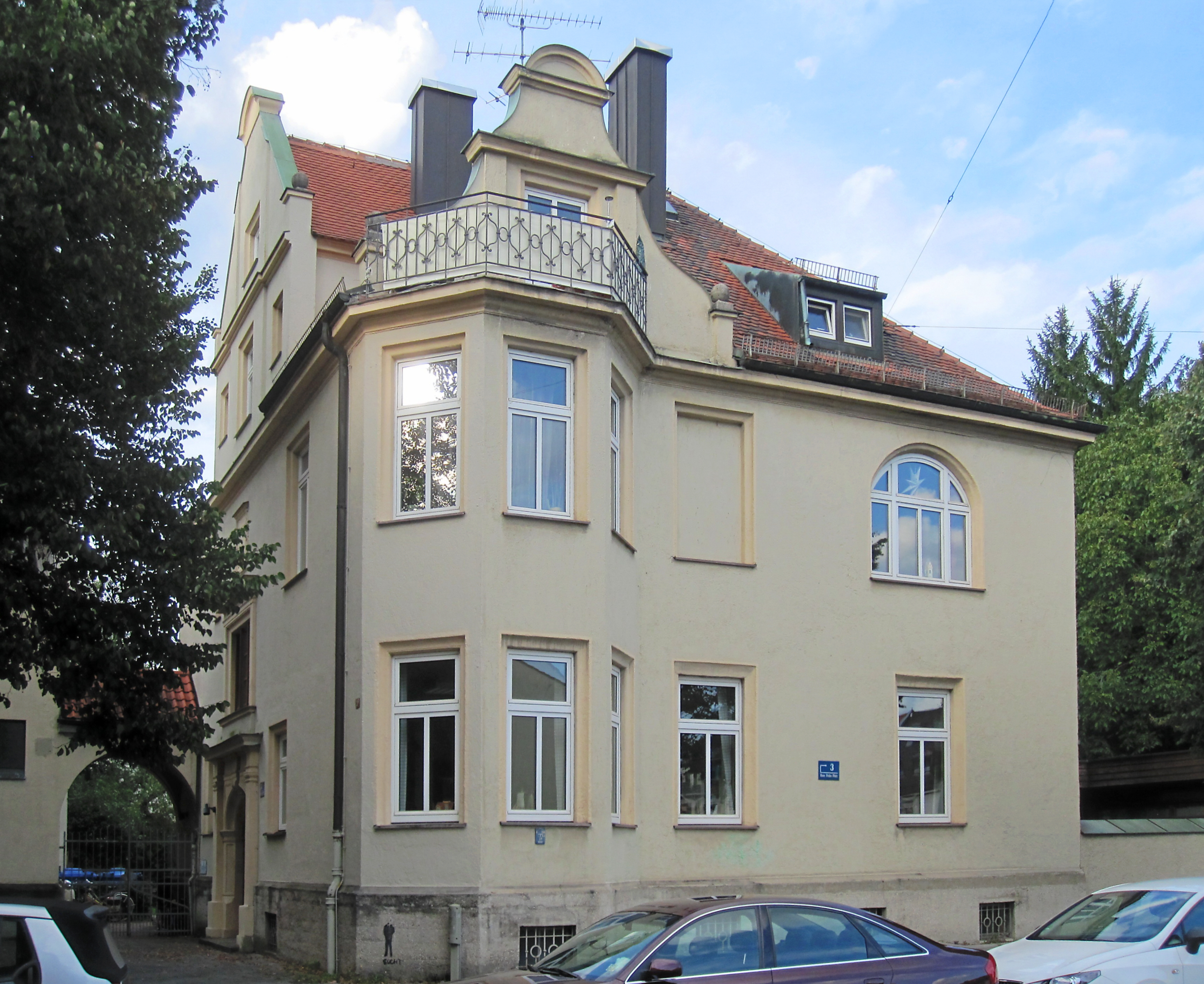
Gemeindezentrum der Christuskirche

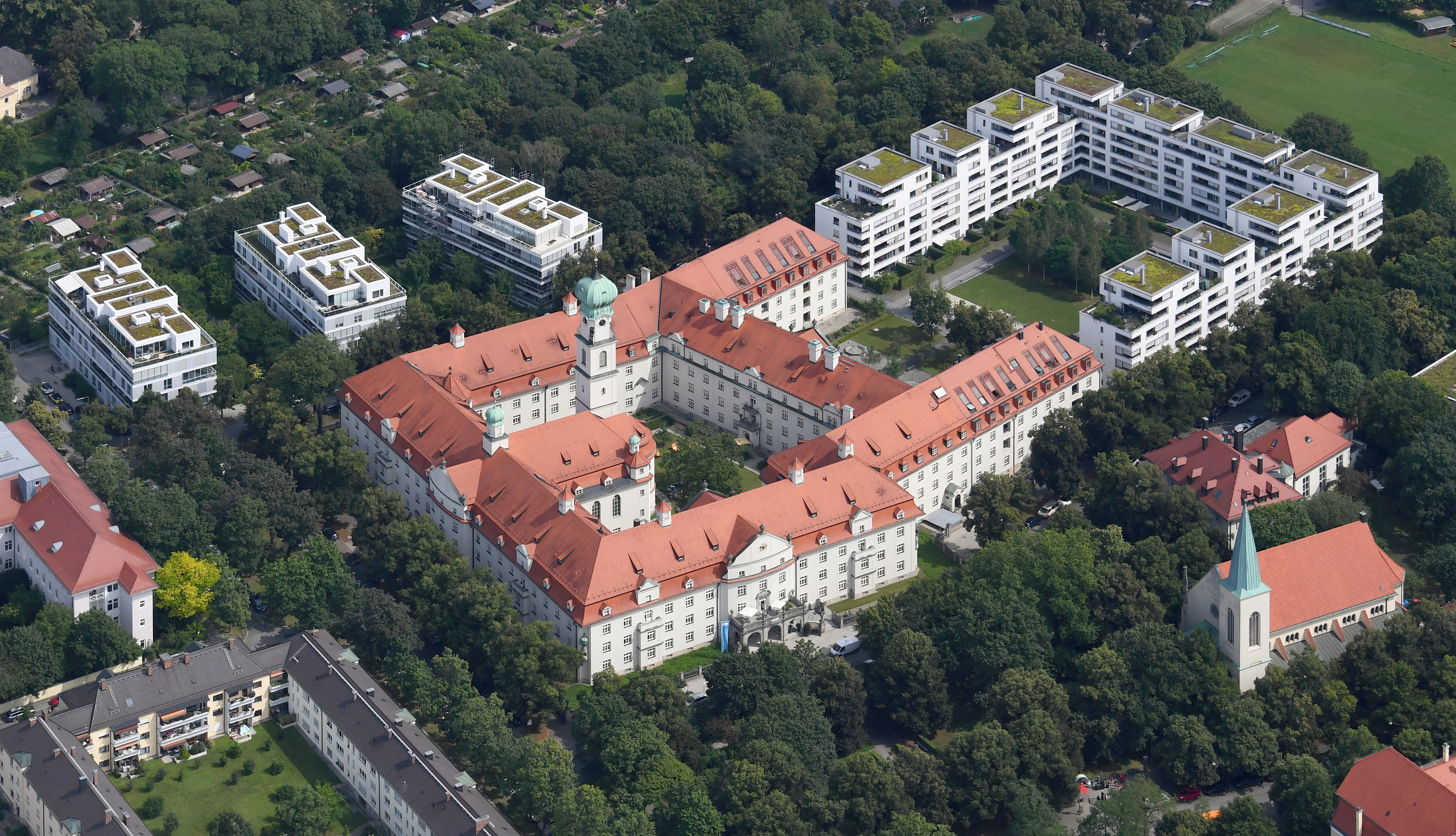
Altenheim Heilig Geist

- Nr. 2: Volksschule, barockisierender Gruppenbau, 1899/1900, von Hans Grässel (Denkmalliste Nr. D-1-62-000-1311)
- Nr. 3: Evang.-Luth. Pfarrhaus der Christuskirche, deutsche Renaissance, 1899/1900, von Heilmann & Littmann (Denkmalliste Nr. D-1-62-000-1312)
- Nr. 4: Evang.-Luth. Christuskirche, neugotisch mit Spitzturm, 1899/1901 von Heilmann & Littmann (nach Plänen des Architekten Erich Göbel), nach schweren Schäden im Zweiten Weltkrieg bis 1953 durch Bruno Biehler vereinfacht wiederhergestellt und 1975 nochmals umgebaut; bildet eine Gruppe mit Nr. 3 (Denkmalliste Nr. D-1-62-000-1313)
- Nr. 5: Gemeindezentrum der Christuskirche, neoklassizistischer Walmdachbau, 1925/26 von Eugen Hönig und Karl Söldner (Denkmalliste Nr. D-1-62-000-1314)
- Nr. 6: Altenheim Heilig Geist (städtisches Alten- und Pflegeheim, jetzt Münchenstift), weitläufiger, neubarocker klosterartiger Komplex mit integrierter katholischer Kirche, 1904/07 von Hans Grässel (Denkmalliste Nr. D-1-62-000-1315)